# Hoplobunus queretarius
Hoplobunus queretarius is een hooiwagen uit de familie Stygnopsidae.